# Phragmatobia fulminans
Phragmatobia fulminans là một loài bướm đêm thuộc phân họ Arctiinae, họ Erebidae.